# Massimo Camisasca
Massimo Camisasca (Milano, 3 novembre 1946) è un vescovo cattolico e teologo italiano, dal 10 gennaio 2022 vescovo emerito di Reggio Emilia-Guastalla.

## Biografia
Nasce a Milano, città metropolitana e sede arcivescovile, il 3 novembre 1946. È figlio di Ennio e Mariangela Tufigno; ha un fratello gemello di nome Franco, autore di testi scolastici di letteratura italiana per le scuole superiori.

### Formazione
Partecipa all'Azione Cattolica e frequenta alle scuole superiori il Liceo classico "G. Berchet" dove a 14 anni incontra il suo insegnante di Religione Cattolica, don Luigi Giussani, il sacerdote, filosofo e teologo, fondatore e ispiratore del movimento cattolico Comunione e Liberazione, divenendone amico.
Responsabile prima di Gioventù Studentesca e poi di Comunione e Liberazione, dal 1970 al 1972 è anche presidente diocesano dei giovani di Azione Cattolica a Milano. Entra nel seminario della Comunità Missionaria del Paradiso di Bergamo.

### Ministero sacerdotale
Il 4 novembre 1975 è ordinato presbitero dall'arcivescovo Clemente Gaddi per la diocesi di Bergamo.
Dal 1981, per molti mesi, conduce la trasmissione radiofonica Parole di vita, che ne ha fatto una delle voci più conosciute della radio italiana.
Il 14 settembre 1985, dopo le parole di papa Giovanni Paolo II pronunciate nel 1984 per il trentennale di Comunione e Liberazione, fonda la «Fraternità sacerdotale dei missionari di San Carlo Borromeo».
È insegnante di filosofia nei licei, all'Università Cattolica di Milano ed alla Pontificia Università Lateranense a Roma. Dal 1993 al 1996 è vicepresidente del Pontificio istituto Giovanni Paolo II per gli studi sul matrimonio e la famiglia, con sede a Roma.
Nei primi quattro anni della gestione tecnica di Arrigo Sacchi, è cappellano dell'A.C. Milan.
Nel dicembre 1990 è nominato cappellano di Sua Santità, mentre nell'ottobre 1996 prelato d'onore di Sua Santità, titoli che automaticamente comportano la nomina a monsignore.

### Ministero episcopale
Il 29 settembre 2012 papa Benedetto XVI lo nomina vescovo di Reggio Emilia-Guastalla; succede ad Adriano Caprioli, dimessosi per raggiunti limiti di età. Riceve l'ordinazione episcopale il 7 dicembre successivo, nella basilica di San Giovanni in Laterano a Roma, dal cardinale Carlo Caffarra, coconsacranti l'arcivescovo Adriano Bernardini ed il vescovo Adriano Caprioli. Il 16 dicembre prende possesso canonico della diocesi, nella cattedrale di Reggio Emilia.
Si reca a Roma in visita ad limina il 4 febbraio 2013.
Il 28 novembre 2013 il consiglio comunale di Guastalla gli conferisce la cittadinanza onoraria.
Monsignor Camisasca ha pubblicato tre lettere pastorali, "Il dono del diaconato permanente" (2014), "Vieni e vedrai" (2016) sul tema della vocazione e "La liturgia"  (2019).
Il 13 maggio 2017 consacra la diocesi di Reggio Emilia-Guastalla al Cuore Immacolato di Maria.
Il 4 aprile 2020, nella chiesa parrocchiale di Ciano d'Enza, presiede, in forma strettamente privata, le esequie del vescovo Giovanni Paolo Gibertini, suo predecessore.
Durante il suo episcopato ha ordinato un vescovo, 12 presbiteri e 40 diaconi permanenti.
Il 10 gennaio 2022 papa Francesco accoglie la sua rinuncia al governo pastorale della diocesi per raggiunti limiti d'età;; gli succede l'arcivescovo Giacomo Morandi, fino ad allora segretario della Congregazione per la dottrina della fede. Rimane amministratore apostolico della diocesi fino all'ingresso del successore, avvenuto il 13 marzo successivo. Da vescovo emerito si ritira a vivere a Luino, in provincia di Varese ed arcidiocesi di Milano, in una casa donata dalla Fraternità sacerdotale dei missionari di San Carlo Borromeo.

## Genealogia episcopale e successione apostolica
La genealogia episcopale è:
- Cardinale Scipione Rebiba
- Cardinale Giulio Antonio Santori
- Cardinale Girolamo Bernerio, O.P.
- Arcivescovo Galeazzo Sanvitale
- Cardinale Ludovico Ludovisi
- Cardinale Luigi Caetani
- Cardinale Ulderico Carpegna
- Cardinale Paluzzo Paluzzi Altieri degli Albertoni
- Papa Benedetto XIII
- Papa Benedetto XIV
- Papa Clemente XIII
- Cardinale Marcantonio Colonna
- Cardinale Giacinto Sigismondo Gerdil, B.
- Cardinale Giulio Maria della Somaglia
- Cardinale Carlo Odescalchi, S.I.
- Cardinale Costantino Patrizi Naro
- Cardinale Lucido Maria Parocchi
- Papa Pio X
- Papa Benedetto XV
- Papa Pio XII
- Cardinale Eugène Tisserant
- Papa Paolo VI
- Cardinale Giovanni Colombo
- Cardinale Giacomo Biffi
- Cardinale Carlo Caffarra
- Vescovo Massimo Camisasca, F.S.C.B.

La successione apostolica è:
- Vescovo Daniele Gianotti (2017)

## Opere
Ha scritto numerosi saggi e libri, tra cui la storia del movimento di Comunione e Liberazione in tre volumi.
1. con Luigi Negri, Esperienza cristiana e cultura (Volume 3 di Comunione e liberazione dispense), Comunione e liberazione, 1973
2. I movimenti nella chiesa: negli anni '80, Jaca Book, 1982
3. Calendario. Parole di speranza, Piemme, 1983. ISBN 88-384-9107-0, ISBN 978-88-384-9107-8
4. Calendario 2. Ricominciare ogni giorno. Meditazioni, Piemme, 1984. ISBN 88-384-9117-8, ISBN 978-88-384-9117-7
5. Verso il sinodo sul laicato, Piemme, 1986. ISBN 88-384-1125-5, ISBN 978-88-384-1125-0
6. Verso il Duemila, Piemme, 1986. ISBN 88-384-1154-9, ISBN 978-88-384-1154-0
7. Verso la vera felicità: "auctoritas" e "ratio" nel "De vera religione" di S. Agostino, Piemme, 1988. ISBN 88-384-1277-4, ISBN 978-88-384-1277-6
8. Terra nostra. Parole di vita, meditazioni del mattino, Piemme, 1988. ISBN 88-384-1299-5, ISBN 978-88-384-1299-8
9. Obbedienza e follia. Meditazioni del mattino, Piemme, 1992. ISBN 88-384-1686-9
10. Riflessioni di medio corso (Volume 10 di Biblioteca di ClanDestino), Nuova compagnia editrice, 1993. ISBN 88-86213-06-9, ISBN 978-88-86213-06-6
11. Sull'incarnazione. Pagine di diario, Jaca Book, 1994. ISBN 88-16-30257-7, ISBN 978-88-16-30257-0
12. Lo gran mar dell'essere: l'amore nella commedia dantesca (Volume 15 di Biblioteca di clanDestino), Nuova compagnia editrice, 1995. ISBN 88-86213-27-1
13. Volti e incontri, Jaca Book, 1996. ISBN 88-16-30302-6, ISBN 978-88-16-30302-7
14. Compagnia di ventura. Il volto di una fraternità sacerdotale, Rubbettino Editore, 1997 (tr. inglese: Together on the Road: A Vision of Lived Communion for the Church and the Priesthood, Pauline Books & Media, 2005. ISBN 0-8198-7416-7, ISBN 978-0-8198-7416-0; Together on the Road, Human Adventure Books, 2010. ISBN 0-9823561-2-9, ISBN 978-0-9823561-2-8)
15. Antonio Anastasio, Davide Rondoni, Andrea Ulivi, Colori di terra e di cielo, Nuova Compagnia, 1997. ISBN 88-86213-42-5, ISBN 978-88-86213-42-4
16. Persona e famiglia. Riflessioni, Jaca Book, 1998. ISBN 88-16-30331-X, ISBN 978-88-16-30331-7
17. Fino a quando? Note sul presente e sul futuro dalla vita di una fraternità sacerdotale, Rubbettino Editore, 2000. ISBN 978-88-7284-958-3
18. Il tempo che non muore. Una riflessione sulle feste liturgiche e le stagioni dell'esistenza, Edizioni San Paolo, 2001
19. Comunione e Liberazione. Le origini (1954-1968), Edizioni San Paolo, 2001 (tr. spagnola: Comunión y Liberación: Los Orígenes, 1954-1968, Encuentro, 2002. ISBN 84-7490-659-8, ISBN 978-84-7490-659-2)
20. Comunione e Liberazione. La ripresa (1969-1976), Edizioni San Paolo, 2003 (tr. spagnola: Comunion y Liberation. La reanudacion, Encuentro, 2004. ISBN 84-7490-738-1, ISBN 978-84-7490-738-4)
21. La sfida della paternità. Riflessioni sul sacerdozio, Edizioni San Paolo, 2003 (tr. inglese: The Challenge of Fatherhood, Human Adventure Books, 2009. ISBN 0-9823561-3-7, ISBN 978-0-9823561-3-5; tr. spagnola: El desafío de la paternidad: reflexiones sobre el sacerdocio, Encuentro, 2005. ISBN 84-7490-132-4, ISBN 978-84-7490-132-0)
22. Il segreto condiviso. L'avventura della conoscenza di Cristo, Ares, 2004
23. Questa mia casa che Dio abita. Riflessioni sulla vita comune, Edizioni San Paolo, 2004
24. (R. Mazzocchi cur.), Passione per l'uomo. I passi della missione cristiana, Edizioni San Paolo, 2005 (tr. spagnola: Pasion Por El Hombre, Encuentro, 2007. ISBN 84-7490-833-7, ISBN 978-84-7490-833-6)
25. (L. Badalà cur.), Cinque minuti con Dio. Vol 8, Piemme, 2005
26. Comunione e Liberazione. Il riconoscimento (1976-1984). Appendice 1985-2005, Edizioni San Paolo, 2006 (tr. spagnola: Comunion Y Liberacion: El Reconocimiento 1976-1984. Apendice 1985-2005, Encuentro, 2007. ISBN 84-7490-867-1, ISBN 978-84-7490-867-1
27. Terra e cielo. Un itinerario di vita cristiana, Cantagalli, 2006
28. Sentieri d'Asia illuminati. Lettere ai missionari, Edizioni San Paolo, 2006
29. Riflessioni sulla speranza, Marietti, 2006. ISBN 88-211-6348-2, ISBN 978-88-211-6348-7
30. Il vento di Dio. Storia di una Fraternità, Piemme, 2007. ISBN 88-384-7733-7, ISBN 978-88-384-7733-1
31. Comunione e Liberazione. Cofanetto, Edizioni San Paolo, 2007
32. Il nuovo Occidente. Lettere ai missionari, Edizioni San Paolo, 2008
33. La luce e il silenzio. Fogli di diario sull'Eucaristia, Rubbettino, 2008. ISBN 88-498-2097-6, ISBN 978-88-498-2097-3
34. Una voce nella mia vita. L'uomo chiamato da Dio, Piemme, 2008
35. Viaggio in Terra Santa, Marietti, 2008. ISBN 88-211-6465-9, ISBN 978-88-211-6465-1
36. Se sarete quello che dovete essere, metterete fuoco in tutto il mondo, Itaca, 2008. ISBN 88-526-0170-8, ISBN 978-88-526-0170-5
37. Don Giussani. La sua esperienza dell'uomo e di Dio, Edizioni San Paolo, 2009. ISBN 88-215-6404-5, ISBN 978-88-215-6404-8
38. con Angelo Amato, Paola Bignardi, Massimo Camisasca, (L. Epiloco cur.), Futuro presente. Contributi sull'enciclica Spe salvi di Benedetto XVI, Tau, 2009
39. con Elio Ciol, Armonia delle stagioni. I tempi dell'uomo, della natura e della liturgia, Marietti, 2009. ISBN 88-211-6933-2, ISBN 978-88-211-6933-5
40. Vincent Nagle, Massimo Camisasca (Introd.), Life Promises Life, Human Adventure Books, 2009. ISBN 0-9823561-1-0, ISBN 978-0-9823561-1-1
41. Padre ci saranno ancora sacerdoti nel futuro della Chiesa?, Edizioni San Paolo, 2010 (tr. spagnola: Padre : ¿seguirá habiendo sacerdotes en la iglesia del futuro?, Encuentro, 2010. ISBN 978-84-9920-038-5
42. Via Crucis, Edizioni Messaggero Padova, 2011
43. La casa, la terra, gli amici. La Chiesa nel terzo millennio, Edizioni San Paolo, 2011
44. Amare ancora. Genitori e figli nel mondo di oggi e di domani, Edizioni Messaggero Padova, 2011
45. Jonah Lynch, Marko Ivan Rupnik, Massimo Camisasca, La trasfigurazione della materia, Marietti, 2011. ISBN 88-211-6932-4, ISBN 978-88-211-6932-8
46. Dentro le cose, verso il mistero. La mia vita come un albero, Biblioteca Universale Rizzoli, 2012
47. Poesie sugli angeli, Edizioni Messaggero Padova, 2012
48. Scuola di preghiera. L'esperienza della liturgia, Edizioni San Paolo, 2012
49. Benvenuto a casa. Le ragioni dell'accoglienza, Edizioni San Paolo, 2013
50. con Gianluca Attanasio, Voglio che rimanga. Meditazioni sul Vangelo di Giovanni, Lindau, 2013
51. I misteri di Maria. Piccole meditazioni, Edizioni San Paolo, 2015
52. Il nostro volto. La vita della Fraternità san Carlo, Edizioni San Paolo, 2016
53. La Straniera. Meditazioni sulla Chiesa, Edizioni San Paolo, 2017
54. Perché mi cercate? Incontri con Gesù nel Vangelo, Edizioni San Paolo, 2018
55. Abita la terra e vivi con fede, Edizioni Piemme, 2020